# Hiệp Thuận (Quảng Nam)
Hiệp Thuận is een xã in het district Hiệp Đức, een van de districten in de Vietnamese provincie Quảng Nam. Hiệp Thuận heeft ruim 1700 inwoners op een oppervlakte van 29,05 km².
Hiệp Thuận ligt op de rechter oever van de Thu Bồn.